# Narcissus hesperidis
Narcissus hesperidis es una especie de planta bulbosa perteneciente a la familia de las amarilidáceas. Es originaria del Norte de África en Marruecos.

## Taxonomía
Narcissus hesperidis fue descrita por el botánico español, Francisco Javier Fernández Casas y publicado en Fontqueria 53: 6, en el año 1999.
Etimología
Narcissus nombre genérico que hace referencia  del joven narcisista de la mitología griega Νάρκισσος (Narkissos) hijo del dios río Cephissus y de la ninfa Leiriope; que se distinguía por su belleza. 
El nombre deriva de la palabra griega: ναρκὰο, narkào (= narcótico) y se refiere al olor penetrante y embriagante de las flores de algunas especies (algunos sostienen que la palabra deriva de la palabra persa نرگس y que se pronuncia Nargis, que indica que esta planta es embriagadora). 
hesperidis: epíteto geográfico que alude a su localización en las mitológicas Hespérides.